# Спин-офф
Спин-офф (англицизм от spin-off, в переводе с англ. — «побочный продукт», «ответвление») — отдельное произведение (книга, фильм, сериал, компьютерная или настольная  игра, комикс), основанное на другом произведении использующее его популярность, признание или коммерческий успех за счёт использования каких-либо элементов — персонажей, событий или тем, — игравших в произведении-предшественнике второстепенную роль. Иными словами, спин-офф уделяет особое внимание чему-то, что не было центральным в первичном произведении. При выпуске спин-оффов предполагается, что они будут восприняты аудиторией, уже знакомой с персонажами и ситуационными аспектами, лучше, чем совершенно новые произведения.
Как правило, основным отличием ответвления от простого продолжения или предыстории того или иного художественного произведения является участие в качестве основных действующих лиц персонажей, являвшихся второстепенными или вовсе эпизодическими в исходном произведении. Важно отметить отличие спин-оффа от ремейка — новой интерпретации произведения лишь с иными акцентами, новой техникой или новыми условиями развития того же сюжета.